# Abschiebungshafteinrichtung Pforzheim
Die Abschiebungshafteinrichtung Pforzheim ist eine Einrichtung für Abschiebungshaft, geführt durch das Regierungspräsidium Karlsruhe. Ihre Aufgabe ist die Verwahrung und Betreuung von Ausländern zur Sicherung der Abschiebung. Sie befindet sich in der Pforzheimer Oststadt inmitten eines Wohngebietes.
Bis zum 31. Dezember 2015 war sie eine Justizvollzugsanstalt des Landes Baden-Württemberg für Jugendliche zwischen 14 und 21 Jahren mit einer Haftstrafe von 6 Monaten bis 10 Jahren. Am 1. April 2016 wurde sie nach Umbauarbeiten als Abschiebungshafteinrichtung wiedereröffnet.

## Gebäude
Das Gebäude wurde im Jahr 1900 erbaut und nach der Eröffnung 1901 als Gefängnis und Gericht genutzt. In den Jahren 1966–1969 wurde die JVA vorübergehend geschlossen und erweitert. 1996 wurde sie in eine Jugendstrafanstalt umgewandelt, welche bis zur Abschiebeeinrichtung eine Außenstelle der Justizvollzugsanstalt Heimsheim war. Sie bot Platz für etwa 150 Insassen, nachdem das Haus 1 und die Torwache 2001 bis 2003 generalsaniert worden waren. Die jugendlichen Strafgefangenen waren in vier Abteilungen à 25 Betten aufgeteilt; im Haus 2 befanden sich 25 weitere Betten.
Das Gelände der JVA ist ungefähr quadratisch mit den Maßen 65 × 65 Meter und von einer 5,20–5,50 Meter hohen Betonmauer umgeben.